# Галлинген, Еппелейн фон
Еппелейн фон Галлинген(нем. Eppelein von Gailingen, ок. 1315 года, Иллесхайм, Средняя Франкония — 15 мая 1381 года, Ноймаркт-ин-дер-Оберпфальц) — немецкий средневековый раубриттер.

## Семья
Его родителями были Конрад Чёрный Гейлинг (ум. в 1356/57 гг.) и Маргарет из Эргерсхайма (старый район Уффенхайма). Около 1330 года Конрад Чёрный Гайлинг приобрел замок в Вальде, который сегодня является частью Гунценхаузена. Сестра Эппелейна Анна Гейлинг была замужем за Германом фон Бернхеймом, а его вторая сестра Агнес Гейлинг была замужем за Эркингером Трухзесс фон Варберг. У Эппелейна Гейлинга и его жены Элизабет, урождённой фон Вильденштейн, было трое сыновей (Экелейн, Ганс и Дитрих) и пять дочерей (Маргрет, Катрин, Эльсбет, Соффи и Анна). Маргрет и Катрин стали монахинями во Фрауэнтале (ныне часть Креглингена).

### Происхождение
Рыцарская семья Галлинген получила небольшие поместья от графов Гогенлоэ и экономически зависела от платы натурой крестьян, обрабатывавших бесплодную землю. Тем временем в окружающих имперских городах начала процветать торговля и коммерция. Как богатые патриции, жители Нюрнберга завидовали Эппелейну. Рыцарь враждовал с городом и его бургграфом Гогенцоллернов. Он не мог финансировать дорогое снаряжение профессионального воина, включая персонал, только за счет собственных доходов.
Родиной Эппелейна считалась франконская Швейцария. Говорят, что его замок Драмаус недалеко от Драйнмезеля (нынешний Трейнмезель) возвышался над Визентталем недалеко от Муггендорфа. Существование этого замка оспаривается и по сей день, около 1420 года упоминается замковая конюшня около Трейнмезеля.

## Жизнь
Дата рождения фон Гайлингена не известна, разные источники называют даты между 1300 и 1330 годами.
Начиная с 1360-х годов он грабил торговые повозки, направлявшиеся в богатый купеческий и имперский город Нюрнберг и обратно. В 1369 году он был обвинен в грабежах Нюрнбергским судом, который объявил ему имперскую опалу; он также потерял совместное владение замком Вальд недалеко от Гунценхаузена и важные для него товары в Нюрнберге. Во время вражды между графом Гогенлоэ и бургграфом Нюрнберга в 1370-х годах Эппелейн сражался на стороне своего сюзерена.
Из-за разбойничьего баронства братьев фон Бернхейм и Еппелейна фон Галлингена Карл IV согласился в 1376 году по просьбе города Ротенбург-об-дер-Таубер на разрушение его замка и конфискацию имущества Эппелейнов. После договоренности домов Гогенлоэ и Гогенцоллернов в 1377 году Еппелейн лишился покровительства и владений и вместе с зятем и братом нашел убежище, среди прочего, в Кронхейме. Еппелейн сбежал от своих противников, но вскоре после этого был предан и заключен в тюрьму в Форххайме. В Нюрнберге его приговорили к смертной казни на виселице. Согласно легенде, он перепрыгнул через стену Нюрнбергского рва на своем коне и спасся бегством.
Как гласит легенда, когда настал день повешения, его последним желанием было сесть на лошадь в последний раз. Поскольку казнь состоялась в Нюрнбергском замке, желание исполнилось. Еппелейн воспользовался возможностью сбежать, подскакав к стене и заставив свою лошадь перепрыгнуть через неё в ров. Во время бегства из Нюрнберга его встретил крестьянин, желавший стать свидетелем казни знаменитого барона-разбойника, и спросил, не успеет ли он увидеть повешение. Еппелейн якобы ответил: «Нюрнбергцы никого не повесят, если бы они не повесили его раньше» («Die Nürnberger hängen keinen — sie hätten ihn denn zuvor!»).
В 1380 году было зарегистрировано, что у Еппелейн была ферма в Штайнбахе (Ротенбург-об-дер-Таубер)
В 1381 году он был пойман вместе со своими людьми на попойке в трактире «Черный крест» в Постбауэр-Хенге и был выдан властям. Группа наёмников, созданная Нюрнбергом для его поиска, разгромила отряд барона-разбойника и заключила их в тюрьму в Весте Бург Танн. Несколько дней спустя он был колесован в городе Ноймаркт-ин-дер-Оберпфальц. Такой же приговор был вынесен его зятю Герману фон Бернхейму и его брату Дитриху, четверым участвовавшим в набегах слугам отрубили головы. Поимка и казнь грабителя стоили почти 1000 гульденов, которые лишь символически были выплачены в 1998 году городом Нюрнбергом в виде шоколадных монет по случаю Государственной садоводческой выставки в Ноймаркте.

## Наследие
Прыжок со стен Нюрнбергского замка в то время был захватывающим происшествием. В XVI веке о нём были записаны первые народные песни, и постепенно он стал легендарным романтическим героем. Это подтверждалось тем фактом, что через 50 лет после прыжка Эппелейна стены были разрушены и перестроены гораздо более массивно, чем раньше. Сегодня на стене замка видны следы прыжка.